# Coupe de Suisse de hockey sur glace 1962-1963
Navigation
1961-1962 1963-1964
La Coupe de Suisse de hockey sur glace 1962-1963 est la 7e édition de cette compétition de hockey sur glace organisée par la Fédération suisse de hockey sur glace. La Coupe a débuté le 19 et s'est terminée le 19 avec la victoire du Neuchâtel Sports Young Sprinters HC sur le Servette HC.

## Formule
La compétition se déroule en 7 tours. Les vainqueurs d'un tour se qualifient directement pour le suivant.

## Participants
| Ligue nationale A (LNA)      | Ligue nationale B (LNB) | Ligues inférieures       | Ligues inférieures     |
| ---------------------------- | ----------------------- | ------------------------ | ---------------------- |
| HC Ambrì-Piotta (T)          | HC Bienne               | Affoltern am Albis       | EHC Niederbipp         |
| HC Bâle-Rotweiss             | HC La Chaux-de-Fonds    | Andelfingen              | HC Olten               |
| CP Berne                     | HC Crans-Montana        | HC Ascona                | HC Petit-Huningue      |
| EHC Kloten                   | CP Fleurier             | GDT Bellinzone           | SC Rapperswil-Jona     |
| SC Langnau                   | Urania Genève Sport     | EHC Binnigen             | HC Reuchenette         |
| HC Neuchâtel Young Sprinters | HC Gottéron             | Breitlachen              | EHC Rheinfelden        |
| HC Viège                     | Grasshopper Club Zurich | HC Champéry              | EHC Riesbach           |
| Villars HC                   | Lausanne HC             | CP Court                 | EHC Rot-Blau Bern (de) |
| Zürcher SC                   | HC Martigny             | EHC Dübendorf            | HC Saint-Gall          |
|                              | Servette HC             | EHC Effretikon (de)      | HC Saint-Imier         |
|                              | HC Sierre               | SC Herisau               | HC Sion                |
|                              | EHC Winterthour         | SC Küsnacht (de)         | HC Soleure             |
|                              |                         | SC Langenthal            | HC Steffisburg         |
|                              |                         | HC Le Locle              | HC Urdorf              |
|                              |                         | HC Le Pont-Charbonnières | HC Uster               |
|                              |                         | HC Le Sentier            | EHC Uzwil (de)         |
|                              |                         | CP Lucerne               | EHC Weinfelden (de)    |
|                              |                         | HC Lugano                | EHC Wetzikon           |
|                              |                         | HC Moutier               | HC Yverdon-les-Bains   |

## Nombre d'équipes par ligue et par tour
| Ligue/Manche                | Premier tour | Deuxième tour | Troisième tour | Huitièmes de finale | Quarts de finale | Demi- finales | Finale |
| --------------------------- | ------------ | ------------- | -------------- | ------------------- | ---------------- | ------------- | ------ |
| LNA 9 clubs                 | Aucun        | 1             | 1              | 9                   | 7                | 3             | 1      |
| LNB 12 clubs                | 1            | 13            | 11             | 6                   | 1                | 1             | 1      |
| Ligues inférieures 38 clubs | 37           | 18            | 4              | 1                   | Aucun            | Aucun         | Aucun  |
| Total                       | 38           | 32            | 16             | 16                  | 8                | 4             | 2      |

## Résultats

### Premier tour
| 21 octobre 1962 | HC Saint-Gall | 1-7 | EHC Dübendorf |  |

| 21 octobre 1962 | HC Olten | 4-6 (3-2, 1-1, 0-3) | HC Champéry |  |

| 27 octobre 1962 | GDT Bellinzone | 8-2 (1-1, 4-1, 3-0) | EHC Riesbach |  |

| 27 octobre 1962 | Breitlachen | 0-3 (0-2, 0-1, 0-0) | EHC Rot-Blau Bern (de) |  |

| 27 octobre 1962 | HC Crans-Montana | 3-2 (pr) (0-1, 1-1, 1-0, 1-0) | HC Petit-Huningue |  |

| 28 octobre 1962 | HC Saint-Imier | 5-4 (pr) | HC Moutier |  |

| 28 octobre 1962 | HC Ascona | 7-0 (3-0, 3-0, 1-0) | Andelfingen |  |

| 28 octobre 1962 | HC Lugano | 8-3 (5-0, 1-2, 2-1) | HC Uster |  |

| 28 octobre 1962 | CP Lucerne | 15-1 (5-0, 4-1, 6-0) | EHC Effretikon (de) |  |

| 28 octobre 1962 | HC Soleure | 4-8 (1-2, 1-2, 2-4) | EHC Binnigen |  |

| 28 octobre 1962 | EHC Rheinfelden | 3-8 (2-1, 1-1, 0-6) | EHC Niederbipp | Bâle |

| 28 octobre 1962 | HC Sion | 13-1 (2-0, 4-0, 7-1) | HC Le Pont-Charbonnières |  |

| 28 octobre 1962 | HC Urdorf | 4-3 (pr) (1-1, 1-2, 1-0, 1-0) | SC Herisau |  |

| 30 octobre 1962 | HC Le Locle | 11-1 (4-0, 2-0, 5-1) | HC Le Sentier |  |

| 31 octobre 1962 | SC Langenthal | 5-2 (1-2, 1-0, 3-0) | HC Steffisburg |  |

| 31 octobre 1962 | EHC Wetzikon | 2-11 (1-1, 1-5, 0-5) | SC Rapperswil-Jona |  |

| 31 octobre 1962 | EHC Weinfelden (de) | 1-11 (0-4, 1-6, 0-1) | SC Küsnacht (de) |  |

| 1er novembre 1962 | EHC Uzwil (de) | 5-3 (3-1, 0-1, 2-1) | Affoltern am Albis |  |

|  | HC Reuchenette | - | CP Court |  |

### Deuxième tour
| 2 novembre 1962 | HC Le Locle | 2-11 (1-4, 1-6, 0-1) | Servette HC |  |

| 3 novembre 1962 | SC Rapperswil-Jona | 6-8 (3-1, 2-5, 1-2) | EHC Kloten |  |

| 3 novembre 1962 | CP Lucerne | 7-2 (3-1, 3-1, 1-0) | EHC Winterthour |  |

| 3 novembre 1962 | SC Langenthal | 5-6 (1-1, 1-1, 3-4) | HC La Chaux-de-Fonds |  |

| 3 novembre 1962 | CP Fleurier | 8-3 (3-2, 2-1, 3-0) | HC Lugano |  |

| 3 novembre 1962 | HC Yverdon-les-Bains | 3-5 (1-0, 0-3, 2-2) | HC Sierre |  |

| 3 novembre 1962 | GDT Bellinzone | 3-6 (0-4, 2-1, 1-1) | HC Crans-Montana |  |

| 4 novembre 1962 | HC Ascona | 1-13 (1-4, 0-4, 0-5) | Grasshopper Club Zurich |  |

| 4 novembre 1962 | HC Bienne | 7-3 (3-0, 1-1, 3-2) | EHC Dübendorf | Wetzikon |

| 4 novembre 1962 | HC Urdorf | 1-6 (0-1, 1-2, 0-3) | HC Gottéron | Küsnacht |

| 4 novembre 1962 | HC Saint-Imier | 3-14 (1-5, 0-4, 2-5) | HC Sion |  |

| 4 novembre 1962 | HC Champéry | 1-19 (0-6, 0-6, 1-7) | Lausanne HC |  |

| 4 novembre 1962 | HC Martigny | 15-0 (6-0, 4-0, 5-0) | EHC Rot-Blau Bern (de) |  |

| 4 novembre 1962 | EHC Uzwil (de) | 2-6 (2-2, 0-4, 0-0) | SC Küsnacht (de) |  |

| 5 novembre 1962 | EHC Binnigen | 4-3 (0-2, 3-0, 1-1) | EHC Niederbipp |  |

|  | Urania Genève Sport | 5-0 Forfait | HC Reuchenette |  |

### Troisième tour
| 10 novembre 1962 | Urania Genève Sport | 7-2 (2-2, 2-0, 3-0) | HC Gottéron |  |

| 10 novembre 1962 | CP Lucerne | 0-10 (0-1, 0-4, 0-5) | HC Sierre |  |

| 10 novembre 1962 | HC Bienne | 13-5 (5-2, 5-1, 3-2) | EHC Binnigen |  |

| 10 novembre 1962 | HC Sion | 4-9 (2-2, 0-4, 2-3) | EHC Kloten |  |

| 11 novembre 1962 | HC La Chaux-de-Fonds | 3-4 (1-1, 1-1, 1-2) | Servette HC |  |

| 11 novembre 1962 | HC Crans-Montana | 2-5 (2-1, 0-3, 0-1) | CP Fleurier |  |

| 11 novembre 1962 | HC Martigny | 2-4 (1-1, 1-2, 0-1) | Grasshopper Club Zurich |  |

|  | SC Küsnacht (de) | 5-0 Forfait | Lausanne HC |  |

### Huitièmes de finale
| 25 novembre 1962 | EHC Kloten | 5-0 (1-0, 0-0, 2-0) | CP Fleurier |  |

| 27 novembre 1962 | CP Berne | 4-1 (1-1, 2-0, 1-0) | Servette HC |  |

| 11 décembre 1962 | HC Bâle-Rotweiss | 13-1 (5-1, 2-0, 6-0) | SC Küsnacht (de) |  |

| 13 décembre 1962 | Urania Genève Sport | 9-7 | HC Ambrì-Piotta (T) |  |

| 14 décembre 1962 | HC Bienne | 3-4 (1-1, 2-1, 0-2) | Zürcher SC |  |

| 14 décembre 1962 | HC Sierre | 2-4 (1-2, 1-1, 0-1) | HC Neuchâtel Young Sprinters |  |

| 2 janvier 1963 | SC Langnau | 4-5 (pr) (0-0, 2-3, 2-1, 0-1) | HC Viège |  |

|  | Grasshopper Club Zurich | 0-5 Forfait | Villars HC |  |

### Quarts de finale
| 23 décembre 1962 | Zürcher SC | 7-2 (2-2, 2-0, 3-0) | Villars HC |  |

| 7 janvier 1963 | Servette HC | 7-3 (2-1, 2-0, 3-2) | HC Bâle-Rotweiss |  |

| 7 janvier 1963 | HC Viège | 6-4 (1-1, 3-1, 2-2) | CP Berne |  |

| 8 janvier 1963 | EHC Kloten | 5-9 (1-2, 2-4, 2-3) | Neuchâtel Sports Young Sprinters HC |  |

### Demi-finales
| 25 janvier 1963 | Servette HC | 3-2 (1-0, 1-0, 1-2) | Zürcher SC |  |

| 5 février 1963 | Neuchâtel Sports Young Sprinters HC | 6-4 (1-1, 2-3, 3-0) | HC Viège |  |

### Finale
| 26 février 1963 | Servette HC | 3-7 (0-3, 2-3, 1-1) | Neuchâtel Sports Young Sprinters HC | Patinoire des Vernets, Genève 4 300 spectateurs |